# Beyond the Valley of 1984
Beyond the Valley of 1984 es el segundo álbum de estudio de la banda estadounidense de punk y heavy metal Plasmatics, publicado en 1981 por Stiff Records. Luego de los problemas legales que afectó a Wendy O. Williams y a Rod Swenson a principios del mismo año, y al debacle con la producción del álbum debut, la grabación de este disco se retrasó varias semanas. El representante de 
Stiff Records, Bruce Kirkland, les ofreció grabarlo pero con un menor presupuesto, lo que significó que solo se usaría un cuarto del gasto total del anterior trabajo y con la condición de que Swenson lo produjera para así abaratar costos.
Su grabación se realizó en tres semanas en un pequeño estudio de Nueva York llamado The Ranch, y como Stu Deutsch se retiró de la banda por aquel mismo tiempo, Neal Smith (exintegrante de Alice Cooper) grabó la batería. A diferencia de New Hope for the Wretched, en este trabajo se añadió nuevos sonidos que lo acercaron al heavy metal, como el uso de teclados y sintetizadores, los que fueron interpretados por el bajista Jean Beauvoir. El álbum llegó hasta el puesto 142 en la lista estadounidense Billboard 200 y permaneció en ella por nueve semanas.

## Lista de canciones
| N.º | Título                                   | Escritor(es)           | Duración |  |
| 1.  | «Incantation»                            | Rod Swenson, Wes Beech | 2:13     |  |
| 2.  | «Masterplan»                             | Swenson, Richie Stotts | 3:10     |  |
| 3.  | «Headbanger»                             | Swenson, Stotts        | 3:25     |  |
| 4.  | «Summer Nite»                            | Swenson, Stotts        | 4:46     |  |
| 5.  | «Nothing»                                | Swenson, Beech         | 3:42     |  |
| 6.  | «Fast Food Service»                      | Swenson, Stotts        | 1:22     |  |
| 7.  | «Hit Man» (en vivo, grabado en Milán)    | Swenson, Beech         | 3:46     |  |
| 8.  | «Living Dead»                            | Swenson, Stotts        | 3:46     |  |
| 9.  | «Sex Junkie»                             | Swenson, Stotts, Beech | 3:08     |  |
| 10. | «Plasma Jam» (en vivo, grabado en Milán) | Beech, Stotts          | 8:08     |  |
| 11. | «Pig Is a Pig»                           | Stotts, Jean Beauvoir  | 4:55     |  |

## Músicos
- Wendy O. Williams: voz
- Richie Stotts: guitarra líder
- Wes Beech: guitarra rítmica
- Jean Beauvoir: bajo, piano y sintetizadores
- Neal Smith: batería y percusión